# Sigh
Sigh — японская блэк-метал-группа, образованная в Токио в 1989 году. От традиционного блэк-метала коллектив постепенно перешёл к более экспериментальному, прогрессивному и авангардному звучанию.

## История
Sigh была основана в 1989 году басистом/вокалистом/клавишником Мираем Кавасимой, гитаристом Сатоси Фудзинами и барабанщиком Кадзуки. С тех пор группа пережила много изменений в составе, но Кавасима и Фудзинами остаются в группе по сей день.
Первые демо-записи группы были записаны в 1990 году. Дебютный EP Requiem for the Fools привлёк внимание норвежского блэк-металлиста Евронимуса, который подписал Sigh на свой лейбл Deathlike Silence Productions. На этом лейбле в 1993 году вышел дебютный полноформатный альбом Scorn Defeat, вскоре после убийства Евронимуса. Альбом был высоко оценён за революционное сочетание блэк-метала с симфоническими элементами. После этого Deathlike Silence Productions прекратил своё существование, и Sigh подписали контракт с Cacophonous Records, на котором вышли следующие три альбома. В этих альбомах всё чаще использовались элементы классической и авангардной музыки. В 1995 году Sigh участвовали в создании трибьют-альбома Venom.
После конфликта с Cacophonous Records по поводу продвижения и прав на альбомы, группа в конце концов перешла на Century Media Records. Альбом 2001 года, Imaginary Sonicscape, получил высокие оценки от музыкальных критиков за то, что стал пионером нового жанра — «сюрреалистического» блэк-метала. Позже Sigh выпустили альбомы на Candlelight/Baphomet Records и The End Records. Песня «Inked in Blood» с альбома Hangman's Hymn (2007) заняла 31 место в списке лучших метал-песен XXI века по версии журнала Loudwire. О группе рассказывается в документальном фильме 2008 года «Глобальный метал». К концу 2010-х годов в состав группы вошли барабанщик Дзюнъити Харасима и саксофонист/бэк-вокалист Dr. Mikannibal. Второй гитарист Ю Осима (бывший участник Kadenzza) присоединился к группе в 2014 году.
В 2010-х годах Sigh продолжали экспериментировать с различными жанровыми элементами и все чаще обращались к прогрессивному металу. Одиннадцатый полноформатный альбом Heir to Despair вышел в 2018 году и отличился применением инструментов и композиционных стилей из традиционной японской музыки. В 2022 году вышел двенадцатый полноформатный альбом Shiki, построенный на том же сочетании прогрессивного металла и японского инструментария.

## Состав
- Мирай Кавасима (Mirai Kawashima, 川嶋未来) — вокал, клавишные, семплы, программирование, Minimoog, вокодер, оркестровки, клавинет, Taishōgoto, деревянные духовые (1989-настоящее время), бас-гитара (1990—2004)
- You Oshima — гитара (2014-present)
- Сатоси Фудзинами (Satoshi Fujinami, 藤波聡) — гитара (1989—1992, 2008), ударные (1992—2004, 2008), бас-гитара (2004-настоящее время)
- Дзюнъити Харасима (Junichi Harashima, 原島淳一) — ударные (2004-настоящее время)
- Dr. Mikannibal — альтовый саксофон, осн. бэк-вокал, вокал (2007-настоящее время)

Бывшие участники
- Синъити Исикава (Shinichi Ishikawa, 石川慎一) — гитара (1992—2014)
- Кадзуки Одзэки (Kazuki Ozeki, 尾関和樹) — ударные (1989—1990)

## Дискография

### Альбомы
- Scorn Defeat (1993)
- Infidel Art (1995)
- Hail Horror Hail (1997)
- Scenario IV: Dread Dreams (1999)
- Imaginary Sonicscape (2001)
- Gallows Gallery (2005)
- Hangman's Hymn (2007)
- Scenes From Hell (2010)
- In Somniphobia (2012)
- Graveward (2015)
- Heir to Despair (2018)
- Shiki (2022)[15]

### Мини-альбомы
- Requiem for Fools (1992)
- Ghastly Funeral Theatre (1997)
- A Tribute to Venom (2008)

### Демо
- Desolation (1990)
- Tragedies (1990)

### Сплит-альбомы
- Split 7" & Kawir (1994)
- Split 7" & Necrophagia (2003)
- Evilized Japan & Abigail (2004)

### Бутлеги
- To Hell and Back: Sigh’s Tribute to Venom (1995)
- The Eastern Force of Evil: Live '92-'96 (1997)